# Chinese 8-Ball World Championship
Die Chinese 8-Ball World Championship (auch Chinese Pool World Championship) ist ein seit 2015 jährlich ausgetragenes Poolbillardturnier. Es findet in Yushan in der chinesischen Provinz Jiangxi statt und wird in der Disziplin Chinese 8-Ball, also 8-Ball auf einem 9-Fuß-Snookertisch, ausgespielt. Aktuelle Titelträger sind Yang Fan und Fu Xiaofang aus China. Das Turnier gehört zu den am höchsten dotierten Poolbillardturnieren. So gewann Darren Appleton als Sieger 2015 mit 98.000 US-Dollar mehr als dreimal so viel Preisgeld wie der 9-Ball-Weltmeister (30.000 US-Dollar).

## Die Turniere im Überblick

### Herren
| Jahr | Austragungsort | Finale          | Finale   | Finale      | Spiel um Platz drei | Spiel um Platz drei | Spiel um Platz drei |
| Jahr | Austragungsort | Sieger          | Ergebnis | Finalist    | 3. Platz            | Ergebnis            | 4. Platz            |
| ---- | -------------- | --------------- | -------- | ----------- | ------------------- | ------------------- | ------------------- |
| 2015 | Yushan         | Darren Appleton | 21:19    | Mark Selby  | Liu Haitao          |                     | Chu Bingjie         |
| 2016 | Yushan         | Shi Hanqing     | 21:20    | Mick Hill   | Darren Appleton     | 15:14               | Li Bo               |
| 2017 | Yushan         | Yang Fan        | 21:19    | Chu Bingjie | Jayson Shaw         | 13:12               | Liu Haitao          |

### Damen
| Jahr | Austragungsort | Finale      | Finale   | Finale         | Spiel um Platz drei | Spiel um Platz drei | Spiel um Platz drei |
| Jahr | Austragungsort | Sieger      | Ergebnis | Finalist       | 3. Platz            | Ergebnis            | 4. Platz            |
| ---- | -------------- | ----------- | -------- | -------------- | ------------------- | ------------------- | ------------------- |
| 2015 | Yushan         | Bai Ge      | 17:13    | Zhang Xiaotong | Yu Han              |                     | Allison Fisher      |
| 2016 | Yushan         | Chen Siming | 17:11    | Kelly Fisher   | Liu Shasha          | 13:4                | Yang Fan            |
| 2017 | Yushan         | Fu Xiaofang | 17:16    | Yu Jinpeng     | Chen Siming         | 11:8                | Kim Ga-young        |